# Лёгкая атлетика на Европейских играх 2015
Соревнования по лёгкой атлетике на Европейских играх 2015 прошли в столице Азербайджана, в городе Баку.
Изначально победу в командном зачёте одержала сборная Словакии, однако позднее в связи с допинговой дисквалификацией азербайджанского метателя молота Дмитрия Маршина австрийский спортсмен Беньямин Зиарт поднялся в итоговом протоколе с четвёртого места на третье, в результате чего сборная Австрии на 0,5 очка обошла Словакию и стала победительницей соревнований.

## Программа
В основной легкоатлетической программе проходили соревнования Европейских игр и Третьей (низшей) лиги Командного чемпионата Европы. В рамках командного чемпионата соревновались 17 команд, включая Азербайджан.
В соревнования приняло участие 600 спортсменов. В течение двух дней было разыграно первенство в 20 мужских и женских легкоатлетических видах с общим зачётом по очкам. Три лучшие по очкам национальные сборные награждались медалями, за отдельные виды медали не вручались. Лучшие четыре страны также получали путёвку во Вторую лигу Командного чемпионата Европы.
В соответствии с форматом командного чемпионата Европы в неолимпийском забеге на 3000 м участвовали мужчины и женщины, а забеги олимпийского формата длиннее 5000 м и соревнования по многоборью не проводились.
Легкая атлетика не попала в предварительный список видов спорта Европейских игр 2015 года, так как Европейская легкоатлетическая ассоциация предполагала отказаться от участия в мероприятии. Однако после переговоров с организаторами в феврале 2014 года был достигнут компромисс. В феврале 2015 года соглашение подтвердил Пат Хикки, президент Европейских олимпийских комитетов.

## Календарь
| ЦО | Церемония открытия | ● | Квалификации | 2 | Финалы соревнований | ЦЗ | Церемония закрытия |

| Июнь            | Июнь            | 12 Пт | 13 Сб | 14 Вс | 15 Пн | 16 Вт | 17 Ср | 18 Чт | 19 Пт | 20 Сб | 21 Вс | 22 Пн | 23 Вт | 24 Ср | 25 Чт | 26 Пт | 27 Сб | 28 Вс | Медали |
| --------------- | --------------- | ----- | ----- | ----- | ----- | ----- | ----- | ----- | ----- | ----- | ----- | ----- | ----- | ----- | ----- | ----- | ----- | ----- | ------ |
| Лёгкая атлетика | Лёгкая атлетика |       |       |       |       |       |       |       |       |       | ●     | 1     |       |       |       |       |       |       | 1      |

## Медали

### Медальный зачёт
| Место | Страна   | Золото | Серебро | Бронза | Всего |
| ----- | -------- | ------ | ------- | ------ | ----- |
| 1     | Австрия  | 1      | 0       | 0      | 1     |
| 2     | Словакия | 0      | 1       | 0      | 1     |
| 3     | Израиль  | 0      | 0       | 1      | 1     |

### Медалисты
| Дисциплина | Золото | Серебро | Бронза |
| ---------- | ------ | ------- | ------ |
| Команда    |        |         |        |